# هاسمیک هوهانیسیان
هاسمیک هوهانسی هوهانیسیان (ارمنی: Հասմիկ Հովհաննեսի Հովհաննիսյան؛ انگلیسی: Hasmik Hovhannisyan؛ ) فیلسوف، کارشناس علوم پرورشی اهل ارمنستان است.

## زندگی‌نامه
وی  از دانشگاه دولتی ایروان (۱۹۹۰) فارغ‌التحصیل گشت. وی در انستیتو فلسفه، جامعه‌شناسی و حقوق فرهنگستان ملی علوم ارمنستان، دانشگاه دولتی ایروان، دانشگاه روسی-ارمنی، دانشگاه دولتی زبان‌ها و علوم اجتماعی بروسوف ایروان (۲۰۱۲-۱۹۹۴) و دانشگاه دولتی علوم پرورشی خاچاطور آبوویان ارمنستان فعالیت کرده است.

## یادداشت
1. ↑  փիլիսոփայական գիտությունների դոկտոր
2. ↑  Institute of Philosophy, Sociology and Law of National Academy of Sciences of Armenia